# Schlossbrauerei Ellingen
Die Fürst Carl Schlossbrauerei Ellingen (zeitweise Fürstliches Brauhaus Ellingen) ist eine insbesondere regional aktive und seit mindestens 1690 bestehende Brauerei in Ellingen im mittelfränkischen Landkreis Weißenburg-Gunzenhausen. Sie befindet sich innerhalb der barocken Ellinger Schlossanlage. Das Unternehmen produziert jährlich 12.000 Hektoliter (Stand 2010). Das Logo (Medaillon) der Brauerei ziert ein Reiter (Feldmarschall Carl Philipp von Wrede). 
Zum Gebäudeensemble des Brauhauses gehört auch die Brauereigaststätte Fürst Carl Bräustüberl und der Fürst Carl Bräuladen. Bereits im sogenannten Vorläuferbau vor der Entstehung des Brauhauses im Jahr 1720 existierte eine Schankstube.

## Geschichte

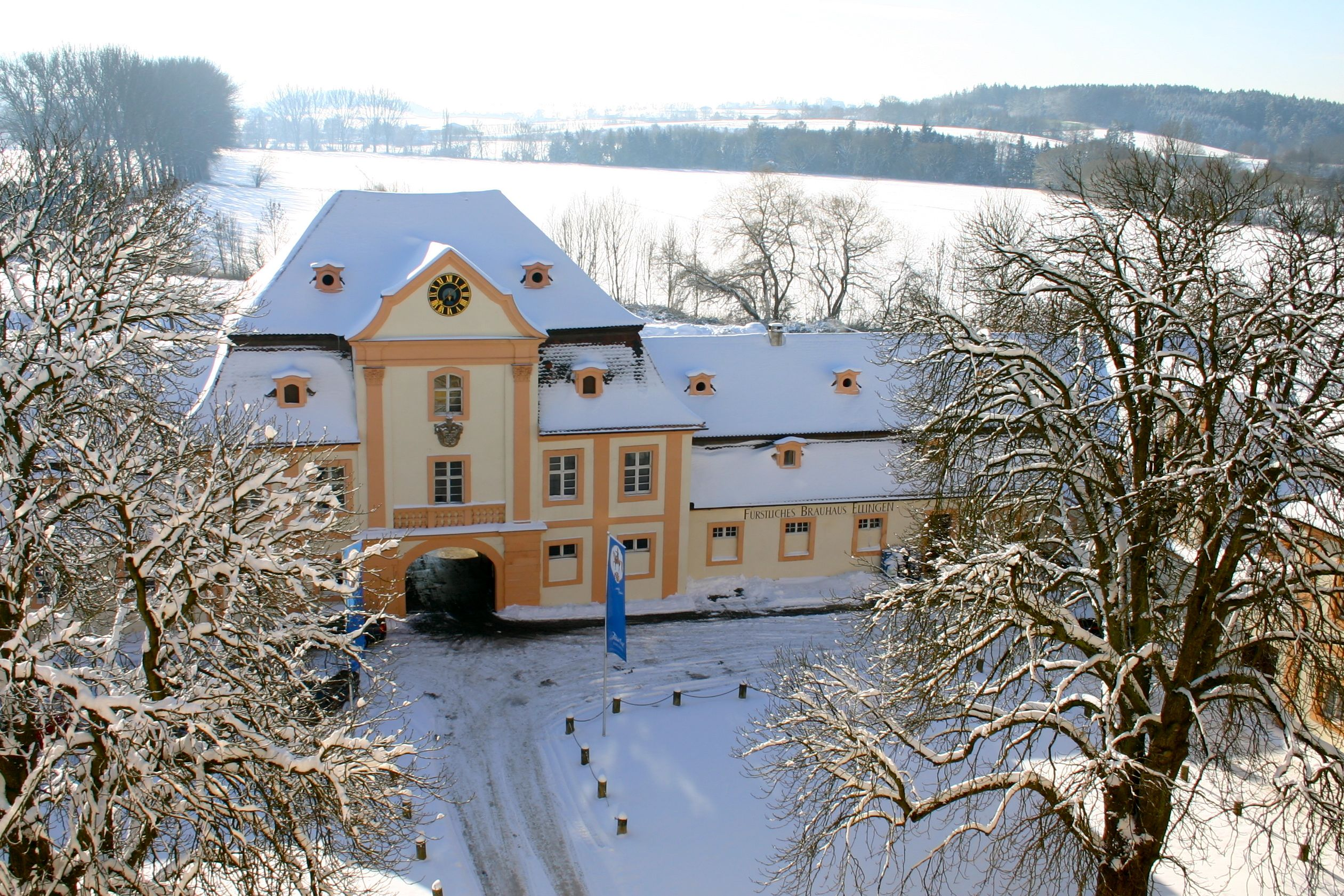
Fürst Carl Schlossbrauerei in Ellingen

### Anfänge und Deutscher Orden
Die erste urkundliche Erwähnung des Brauhauses in der Deutsch-Orden-Kommende Ellingen soll aus dem Jahr 1690 stammen. Man nimmt an, dass sich dort bereits viel früher eine Braustätte befand. Um 1690 befand sich das Brauhaus nahe der Wagner- und Schmiedewerkstätte im Vorhof des alten Schlosses. Eine Maß Bier wurde seinerzeit zu 5 Pfennig verkauft. Das Personal wurde nicht nur in Geld, sondern auch in Naturalien entlohnt.
Aus den Jahren 1706 bis 1716 ist überliefert, dass das Brauhaus aufgrund des großen Bedarfes auch Bier von anderen Brauereien zukaufte. 1723 entstand durch Braumeister Franz Keller gegenüber dem zuvor neu erbauten Schloss in der gleichen Längenausdehnung das heutige Brauereigebäude. 1750 plante man, den Mittelteil des Brauerei-Traktes abzutragen, 1785 plante man eine neue Brauerei. Beides wurde nicht umgesetzt.
1796 war Ellingen durch preußische Truppen besetzt, die mit dem Ohmgeld eine Getränkesteuer in Höhe von 18 Kreuzern je Eimer Bier einführten; was sich negativ auf die Brauerei auswirkte. 1799 beanstandete der Deutsche Orden bei einer Prüfung der „Rentierlichkeit“ eine äußerst schlechte Malz- und Sudholzqualität, die Ein- und Verkaufspreise und die Ausgabe von Gratisbier. 1805 erhielt die Brauerei eine 1795 beantragte neue Malzdarre.
1799 bewertete eine Untersuchungskommission das Bier als „sehr renommiert“. Braumeister war zu dieser Zeit Franz Sedlmayr, der Vater des späteren Eigentümers der Münchner Brauerei Spaten, Gabriel Sedlmayr d. Ä.

### Von Wred'sche Zeit
Der bayerische König Maximilian I. Joseph hat seinem General Carl Philipp Fürst von Wrede (1767–1838) mit dem Ellinger Thron- und Mannlehen für seine Verdienste gedankt und ihm am 24. Mai 1815 die Ellinger Schlossanlage samt Brauerei überlassen.

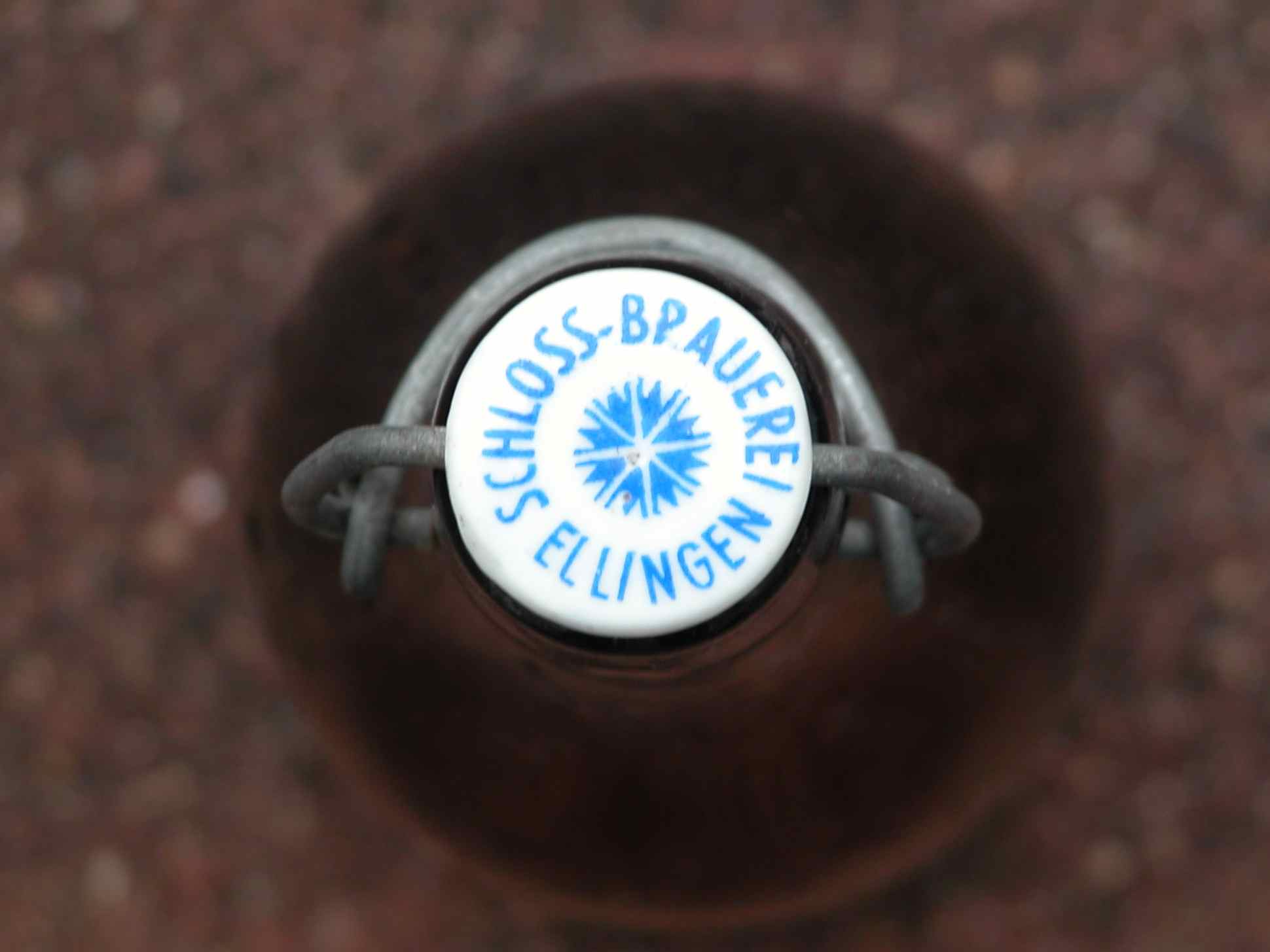
Früherer Bierflaschenverschluss der Fürst Carl Schlossbrauerei Ellingen

Um 1800 soll in der Fürst Carl Schlossbrauerei Ellingen erstmals eine besondere Kühlvorrichtung eingesetzt worden sein. Der Nürnberger Brauerei-Professor Johann Baptist Herrmann hatte die Effizienz der Würzekühlung (die Würze befand sich in einem hölzernen Kühlschiff und kühlte daher nur langsam ab) mit einem hölzernen Drehkreuz, das die Würze in Bewegung versetzte, steigern wollen. Der Antriebsmechanismus, der im Grunde dem einer Turmuhr entsprach, wurde vom örtlichen Uhrmachermeister gewartet. Die Herrmannsche Kühlvorrichtung war 47 Jahre lang sehr erfolgreich in Betrieb.
Die Brauerei ist Gründungsmitglied im 1880 entstandenen Bayerischen Brauerbund. 1886 wurde die Malzdarre aufgestockt. 1890 wurde auf der zwischen 1815 und 1820 abgebrochenen nordwestlichen Verlängerung des Südflügels ein Eiskeller-Anbau errichtet. Der Kühlraum im Ostflügel wurde erneuert und dabei das preußische Kappengewölbe entfernt.
Die 1945 errichteten Bauten und Anbauten veränderten die Südfront der Brauerei derart, dass von Süden nur noch der Torbau unverändert blieb. 1967 wurde der Dachreiter abgebrochen. Der östliche Eckpavillon wurde 1978 zum Fürst Carl Bräustüberl umgebaut. Der westliche Eckpavillon wird als Verwaltung und Fürst Carl Bräuladen genutzt.
Die Fürst Carl Schlossbrauerei war 2010 deutschlandweit die erste Brauerei, die 3D-Etiketten einsetzte. Den Bierkästen der Sorte Fürst Carl Schlossgold wurden 3D-Brillen beigelegt.

## Produkte
Die Fürst Carl Schlossbrauerei stellt unter der Marke Fürst Carl derzeit elf verschiedene Biersorten her, darunter unter anderem:
- Fürst Carl Schlossgold, Export, 5,1 % vol.
- Fürst Carl Dunkel, European Beer Star Gold, 4,9 % vol.
- Fürst Carl Pils, 4,9 % vol.
- Fürst Carl Urhell, Vollbier, 4,9 % vol.
- Fürst Carl Kellerbier, unfiltriertes Export, 5,1 % vol.
- Fürst Carl Radler, Biermischgetränk, 2,7 % vol.
- Fürst Carl Winterbock, Starkbier, 7,5 % vol. (saisonal)
- Fürst Carl Josefibock, Bockbier, 7,5 % vol. (saisonal)
- Fürst Carl Herbes Glück, Pils, kaltgehopft, 5,2 % vol.
- Fürst Carl Franken Ale, Ale, kaltgehopft, 5,3 % vol.
- Fürst Carl Belle Saison, Saisonbier, obergärig, 5,2 % vol.

Neben den Bier- und Biermischprodukten vertreibt das Unternehmen auch alkoholfreie Getränke.
- Fürst Carl Limo Zitrone
- Fürst Carl Limo Orange
- Fürst Carl Apfelschorle
- Fürst Carl Eistee-Pfirsich
- Fürst Carl Johannisbeerschorle
- Fürst Carl Cola-Mix
- Fürst Carl ACE
- Fürst Carl Tafelwasser laut, mit Kohlensäure
- Fürst Carl Tafelwasser leise, ohne Kohlensäure

Darüber hinaus werden für einzelne Gasthöfe Spezialbiere mit eigenen Etiketten gebraut, wie für den Gasthof Schwarzes Roß in Hilpoltstein, in dem sich das Museum der Stadt befindet. Ebenso wird eigens für das Kloster Heidenheim das Dunkel und das Kellerbier gebraut.

## Sommerrodelbahn
Die Brauerei betreibt in der Nachbargemeinde Pleinfeld am Gewerbepark eine Sommerrodelbahn mit zwei 500 Meter langen Bahnen. Zur Anlage der Bahne gehören daneben noch ein Gastronomiebetrieb, ein Wildtiergehege und ein Minigolfplatz.

## Sonstiges
- Braurereiführungen sind auch virtuell möglich. Im Sudhaus ist ein 3D-Dolby-Surround-Kino eingerichtet.[9]
- Das Fürst Carl Dunkel erhielt beim European Beer Star 2014 die Goldauszeichnung als bestes Bier in der Kategorie European-Style Dunkel[10]
- Die Brauerei ist Mitglied im Brauring, einer Kooperationsgesellschaft privater Brauereien aus Deutschland, Österreich und der Schweiz.[11]